# Кязимбегова къща
Кязимбеговата къща (на македонска литературна норма: Ќазимбегова куќа) е къща в град Виница, Северна Македония. Къщата е обявена за значимо културно наследство на Северна Македония.

## Описание
Сградата е разположена улица „Димитър Влахов“ № 58. Обявена е за значимо наследство в 1971 година, поради свързаността ѝ с Винишката афера и в 1973 година заради архитектурните си характеристики като стара градска архитектура. Къщата е унищожена почти изцяло от пожар. Музеят на град Виница работи по проект за реставрация на къщата.